# Kyardos
Kyardos (altgriechisch Κύαρδος Kýardos) ist eine Gestalt der griechischen Mythologie.
Laut Stephanos von Byzanz war Kyardos der Sohn des Bargasos, folglich ein Enkel des Herakles und ein König der kleinasiatischen Karer. Er galt als Eponym der karischen Stadt Kyarda.